# Arturo Aliaga
José Arturo Aliaga López (Jaulín, Zaragoza, 12 de octubre de 1955), político español, Ejerció como vicepresidente y consejero de Industria, Competitividad y Desarrollo Empresarial del Gobierno de Aragón y, además, como presidente del Partido Aragonés.

## Biografía
Ingeniero industrial, fue profesor de la Escuela de Ingeniería de Huesca hasta su ingreso en el Cuerpo de Funcionarios superiores de la Administración de la Comunidad Autónoma de Aragón en 1987 siendo destinado al Servicio Provincial de Industria, Comercio y Turismo de Teruel como jefe de la Sección de Industria. Entre 1991 y 1993 desempeñó el cargo de jefe de la División de Industria y Energía, también en Teruel, siendo vocal de la Comisión Provincial de Ordenación del Territorio y colaborador, como profesor asociado, de la Escuela Universitaria Politécnica. Designado en 1993 jefe del Servicio de Promoción Industrial de la Dirección General de Industria, Energía y Minas (Zaragoza), pasó en 1995 a ocuparse de la jefatura del Servicio de Comercio y Artesanía de la Dirección General de Industria, con especial atención a las áreas de ordenación y promoción comercial. También fue jefe del Servicio de Financiación Europea en el Departamento de Economía y en enero de 1998 fue nombrado secretario general técnico del Departamento de Economía, Hacienda y Fomento desde 1999 denominado Departamento de Economía, Hacienda y Empleo.
Fue Secretario del Colegio Oficial de Ingenieros Industriales de Aragón de 1995 a 2002. Fue nombrado consejero de Industria, Comercio y Desarrollo de la DGA en 2002, y en 2003 consejero de Industria, Comercio y Turismo, cargo que desempeñó hasta 2011. Desde este año y hasta 2015 pasa a ser consejero de Industria e Innovación del Gobierno de Aragón.
Desde el XIII Congreso del Partido Aragonés (marzo de 2011) ha sido secretario general del Partido Aragonés hasta su elección como presidente en junio de 2015.
Tras las elecciones autonómicas de mayo de 2019 es nombrado vicepresidente de Aragón y consejero de Industria, Competitividad y Desarrollo Empresarial del Gobierno de Aragón.
En noviembre de 2022, el juzgado número 18 de Zaragoza, declaró y condenó que el congreso del partido donde salió elegido Arturo Aliaga fue amañado, declarando la nulidad del mismo y señalando que tenía que volver a celebrarse. Dicha sentencia fue celebrada por el sector del PAR que respaldaba a su rival en el congreso anulado, Elena Allué. 
Finalmente el 10 de febrero de 2023, y a través de una moción de censura organizada por 16 miembros de la ejecutiva del Partido Aragonés, Arturo Aliaga dejó la presidencia del partido siendo su sucesor en la presidencia del partido Clemente Sánchez-Garnica.
Tras las elecciones autonómicas del 26M, el 5 de junio de 2023 anuncia su intención de retirarse de la política tras la formalización del nuevo gobierno autonómico.
El 15 de junio de 2023, es suspendido de militancia del Partido Aragonés, acusado de no pagar las cuotas.